# Amtsbezirk Seftigen
Der Amtsbezirk Seftigen war bis zum 31. Dezember 2009 eine Verwaltungseinheit mit Hauptort Belp im Schweizer Kanton Bern. Der Amtsbezirk umfasste 25 Gemeinden mit 36'739 Einwohnern (Stand 31. Dezember 2008) auf 190,27 km².

## Geschichte
Der Amtsbezirk Seftigen ging aus dem 1388 durch Bern eingerichteten Landgericht Seftigen hervor. Das Landgericht stand unter der Verwaltung des Venners zu Pfistern.
| Name der Gemeinde | Einwohner (31. Dez. 2008) | Fläche in km² | Einwohner pro km² |
| ----------------- | ------------------------- | ------------- | ----------------- |
| Belp              | 9'682                     | 17,56         | 551               |
| Belpberg          | 384                       | 5,70          | 67                |
| Burgistein        | 1'057                     | 7,52          | 141               |
| Gelterfingen      | 250                       | 3,50          | 71                |
| Gerzensee         | 994                       | 7,81          | 127               |
| Gurzelen          | 779                       | 4,52          | 172               |
| Jaberg            | 275                       | 1,31          | 210               |
| Kaufdorf          | 954                       | 2,06          | 463               |
| Kehrsatz          | 3'840                     | 4,44          | 865               |
| Kienersrüti       | 50                        | 0,80          | 63                |
| Kirchdorf         | 849                       | 6,10          | 139               |
| Kirchenthurnen    | 277                       | 1,23          | 225               |
| Lohnstorf         | 228                       | 1,79          | 127               |
| Mühledorf         | 236                       | 2,30          | 103               |
| Mühlethurnen      | 1'294                     | 2,93          | 442               |
| Niedermuhlern     | 538                       | 7,26          | 74                |
| Noflen            | 234                       | 2,71          | 86                |
| Riggisberg        | 2'344                     | 29,84         | 79                |
| Rüeggisberg       | 1'898                     | 35,81         | 53                |
| Rümligen          | 465                       | 4,66          | 100               |
| Seftigen          | 2'095                     | 3,89          | 539               |
| Toffen            | 2'439                     | 4,88          | 500               |
| Uttigen           | 1'745                     | 3,81          | 458               |
| Wald              | 1'141                     | 13,30         | 86                |
| Wattenwil         | 2'721                     | 14,54         | 187               |
| Total (25)        | 36'739                    | 190,27        | 193               |

## Veränderungen im Gemeindebestand

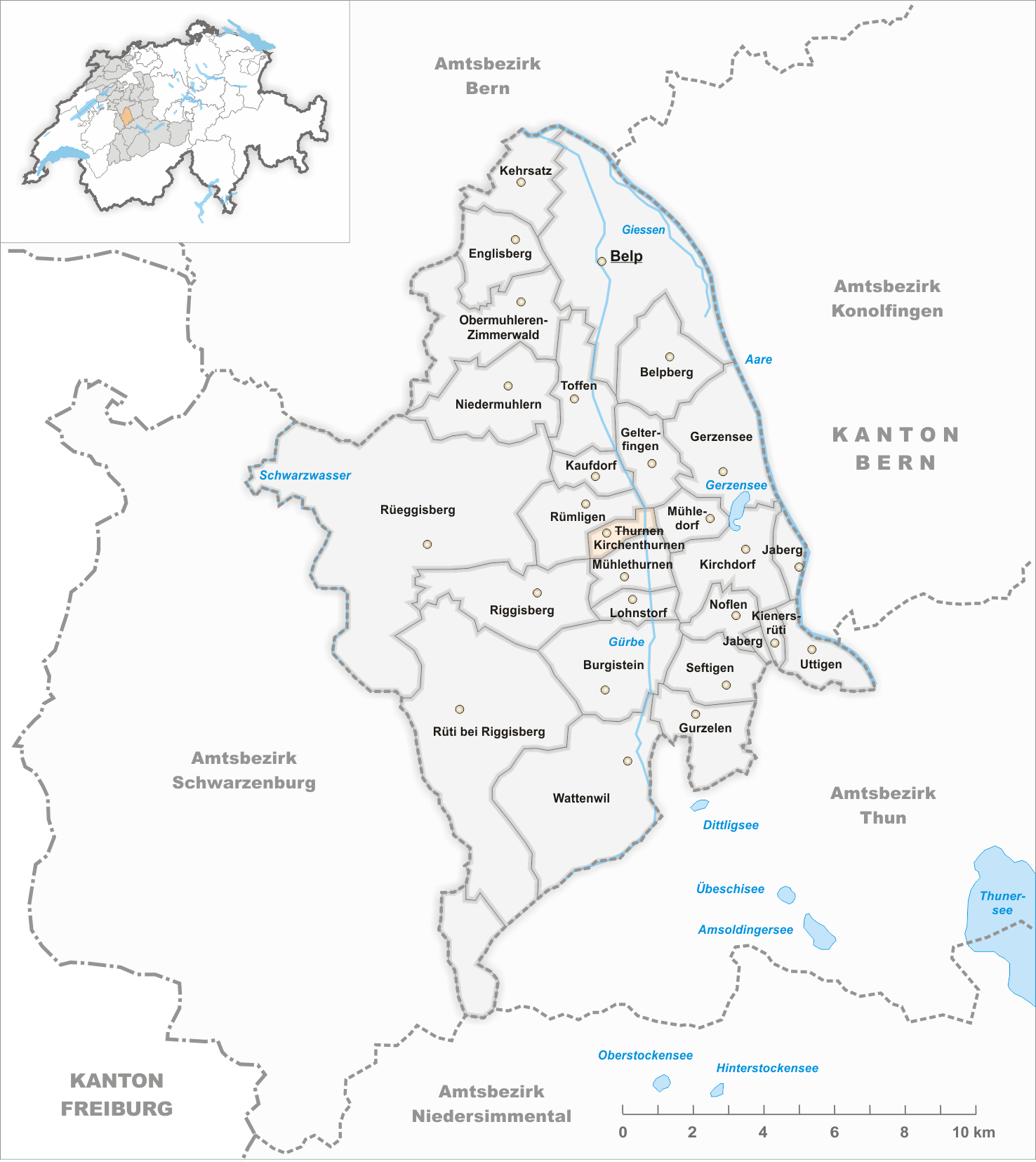
Gemeinden bis 1859
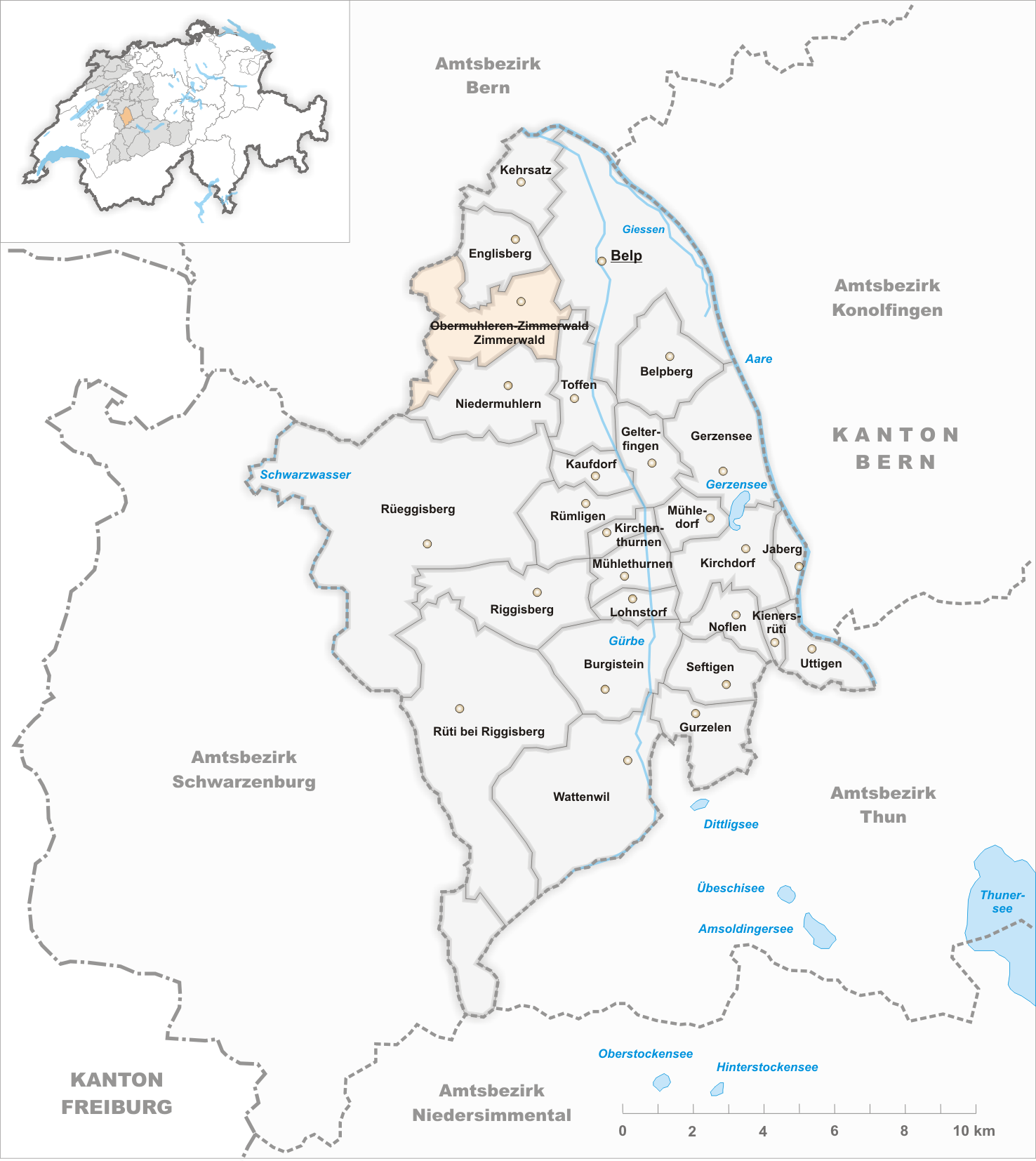
Gemeinden bis 1901
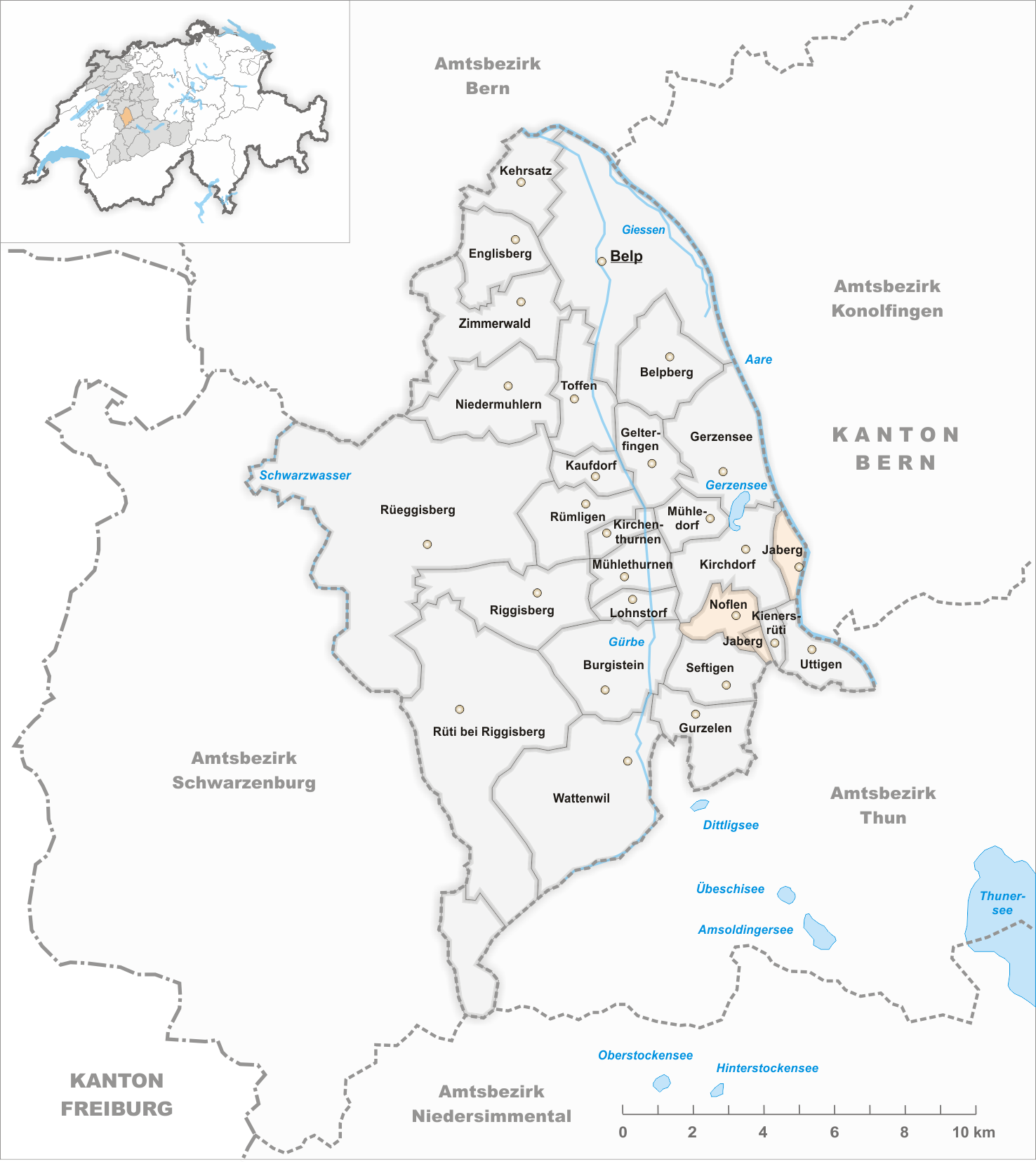
Gemeinden bis 1948
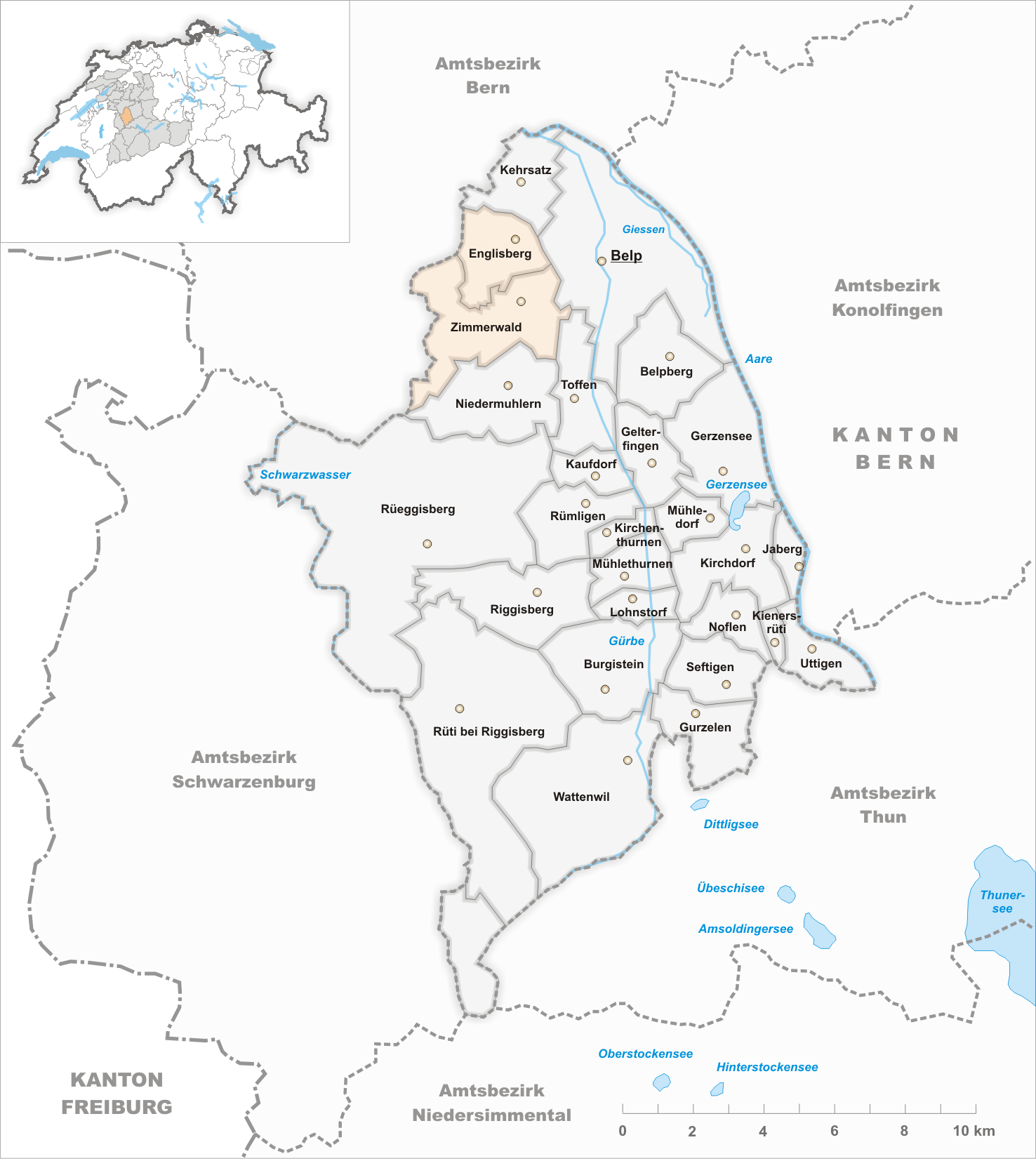
Gemeinden bis 2003
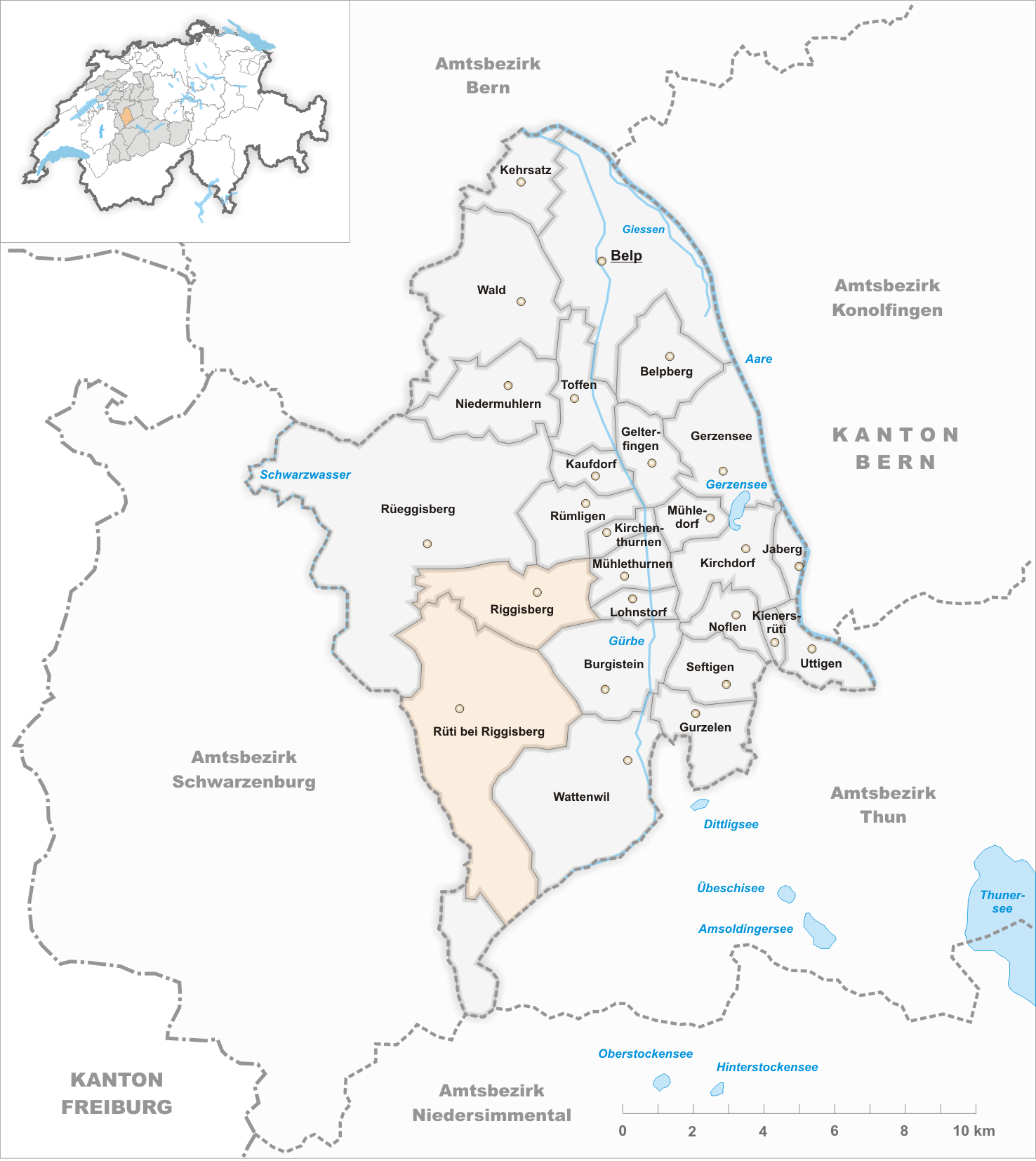
Gemeinden bis 2008
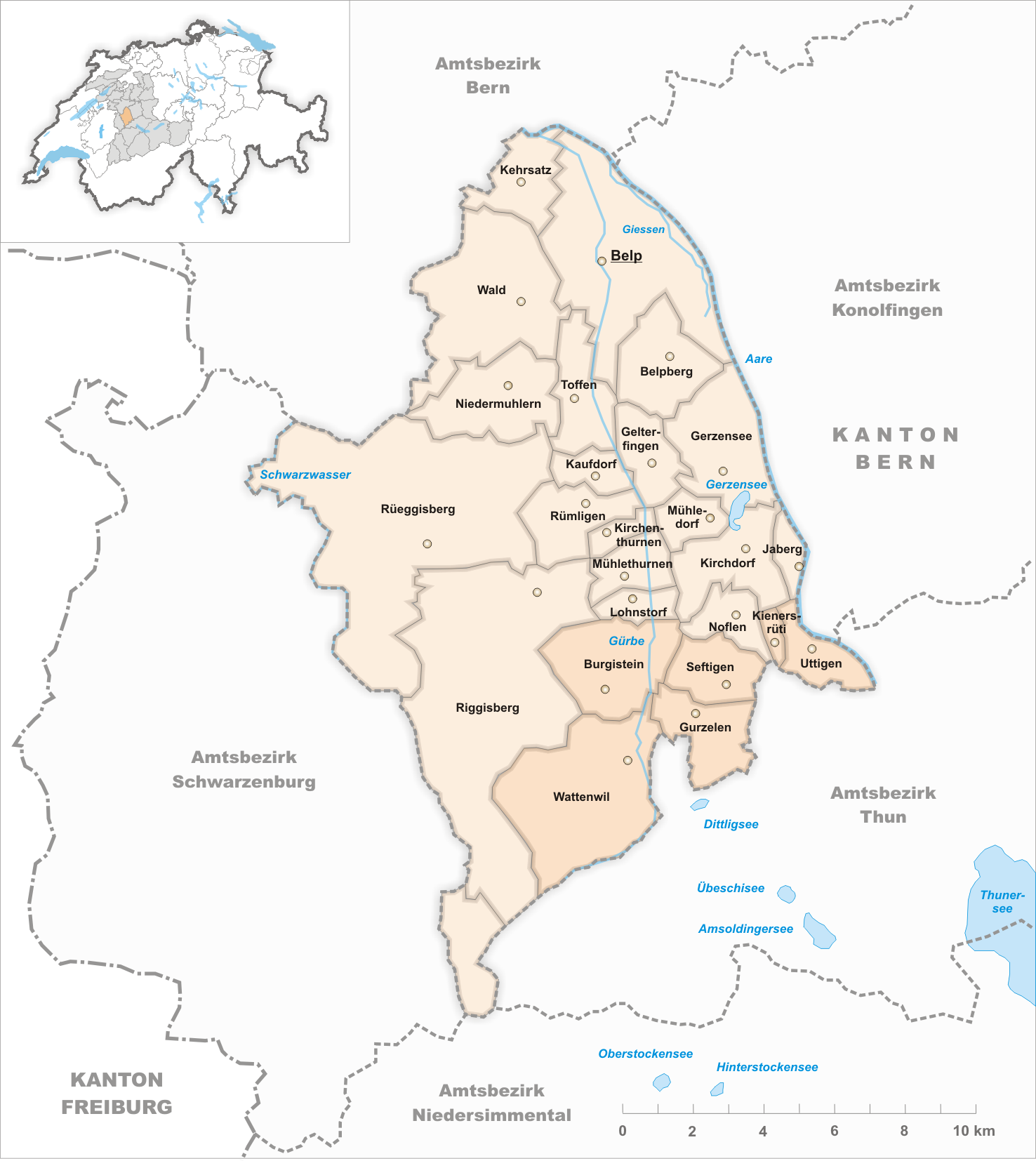
Gemeinden bis 2009

- 1860: Namenswechsel von Thurnen → Kirchenthurnen
- 1902: Namenswechsel von Obermuhleren-Zimmerwald → Zimmerwald
- 1949: Gebietsänderung von Jaberg und Noflen
- 2004: Fusion Englisberg und Zimmerwald → Wald (BE)
- 2009: Fusion Riggisberg und Rüti bei Riggisberg → Riggisberg
- 2010: Bezirkswechsel von Burgistein, Gurzelen, Kienersrüti, Seftigen, Uttigen und Wattenwil vom Amtsbezirk Seftigen → Verwaltungskreis Thun
- 2010: Bezirkswechsel aller restlichen 19 Gemeinden vom Amtsbezirk Seftigen → Verwaltungskreis Bern-Mittelland